# Justicia saltensis
Justicia saltensis är en akantusväxtart som beskrevs av T. Ruiz och N. de Marco. Justicia saltensis ingår i släktet Justicia och familjen akantusväxter. Inga underarter finns listade i Catalogue of Life.